# Harrisburg, Arkansas
Harrisburg är administrativ huvudort i Poinsett County i Arkansas. Orten har fått sitt namn efter familjen Harris som flyttade till området från Alabama före 1830. Vid 2010 års folkräkning hade Harrisburg 2 288 invånare.